# Vodafone Égypte
Vodafone (égyptien : ڤودافون) est le plus grand opérateur de réseau mobile en Égypte en termes d'abonnés actifs. Il a été lancé en 1998 sous son ancien nom Click GSM (égyptien : كليك چى اس ام). Il couvre divers services d'échange de voix et de données, ainsi que des services Internet 5G, 4G , 3G , ADSL et Fibre Optique .
Vodafone Égypte avait initialement son siège à Maadi au Caire, de 1998 jusqu'en 2003 ; puis Vodafone a déménagé son siège à La Ville du 6 Octobre. Neil Marley, Ian Crawford et Peter Karney étaient des membres clés de l’équipe de lancement du réseau principal. Actuellement, toutes les activités principales de Vodafone sont exécutées sur le campus de Vodafone au parc technologique Smart Village .

## Histoire
En novembre 1998, Vodafone Égypte Telecommunications a annoncé que le groupe MisrFone (détenu à 30 % par Vodafone ) avait obtenu la deuxième licence pour les opérations GSM en Égypte (sous la marque Click GSM). Cette décision faisait partie de la décision de privatiser et de libéraliser le marché égyptien à l’époque. La première licence avait été accordée à l'opérateur historique national qui avait lancé le premier service mobile en 1996 (la société est désormais Orange Égypte ). En 2007, le marché des télécommunications en Égypte a continué de croître et est devenu plus compétitif lorsque le troisième concurrent sur le marché, Etisalat Misr, a obtenu la troisième licence pour les opérations GSM.
En janvier 2007, l’Agence nationale égyptienne de réglementation des télécommunications (NTRA) a octroyé à Vodafone Égypte une licence 3G de 15 ans.
Le 16 octobre 2016, Vodafone Égypte a obtenu la licence de services mobiles 4G de quatrième génération pour une redevance de 335 millions de dollars de la part de l'Autorité égyptienne de régulation des télécommunications (NTRA).
En janvier 2020, Vodafone annonce vendre sa participation de 55 % dans Vodafone Egypt à Saudi Telecom pour 2,4 milliards de dollars.